# Placa de Ojotsk

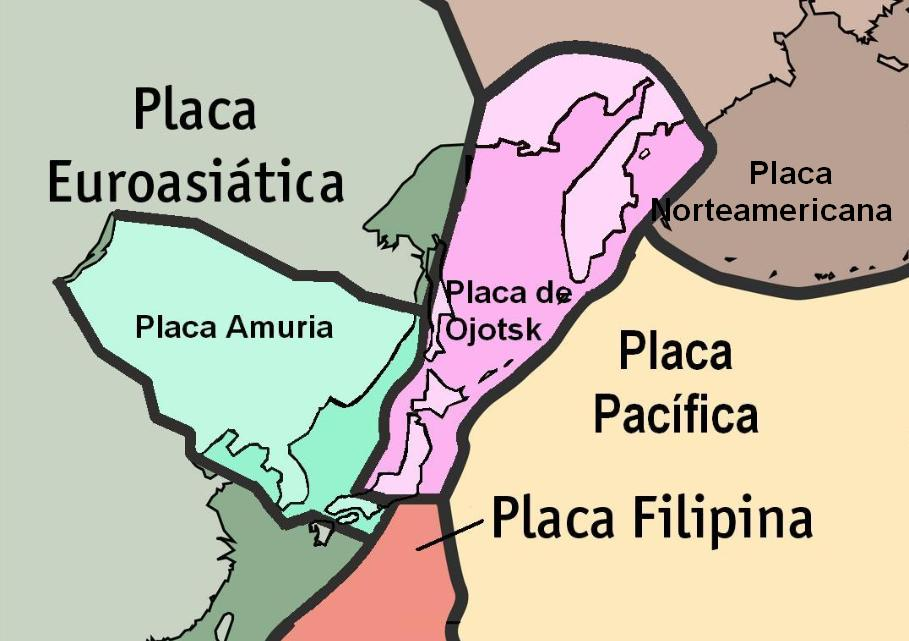
La placa de Ojotsk está rodeada por las placas de Amuria, Euroasiática, Norteamericana, Pacífica y Filipina.

La placa de Ojotsk es una placa tectónica continental que cubre el mar de Ojotsk, la península de Kamchatka y el este de Japón. Se la solía considerar parte de la placa Norteamericana, pero recientemente se ha comprobado que es independiente de esta. Las placas con las que comparte límites son:
- Al norte, la placa Norteamericana
- Al sur, la placa Amuria y la placa Filipina
- Al este, la placa Pacífica, a la altura de las fosas oceánicas de Japón y Kuril-Kamchatka
- Al oeste, la placa Euroasiática, y la placa Amuria